# Miacider
Miaciderna (Miacidae) är en djurfamilj som levde för cirka 50 miljoner år sedan. De har sedan utvecklats till bland annat våra moderna hunddjur, och andra liknande djur.
Överfamiljen Miacoidea består förutom av denna familj av familjen Viverravidae. Det är från Miacidae som hundar, björnar, halvbjörnar och vesslor utvecklats, och från Viverravidae som bland annat katter och hyenor har utvecklats.